# Ryszard Kryza
Ryszard Kryza  (ur. 13 grudnia 1950 w Wilczycach, zm. 25 grudnia 2015) – polski geolog.

## Życiorys
Urodzony 13 grudnia 1950 r. w Wilczycach. Po ukończeniu II LO w Legnicy odbył studia geologiczne na Uniwersytecie Wrocławskim (w latach 1968-1973), podobnie jak jego starszy brat Józef. W trakcie studiów udzielał się w kole naukowym, będąc m.in. jego prezesem. Po studiach kontynuował pracę naukową, uzyskując dzięki nim doktorat, habilitację i tytuł profesorski. W swojej pracy na UWr zajmował m.in. stanowisko kierownika Zakładu Mineralogii i Petrologii UWr.
Autor lub współautor ok. 400 publikacji. Pełnił funkcję Prezesa Polskiego Towarzystwa Mineralogicznego, należał do Komitetu Nauk Mineralogicznych PAN, Komitetu Nauk Geologicznych PAN i Centralnej Komisji ds. Stopni i Tytułów Naukowych.
Zmarł 25 grudnia 2015 r. i został pochowany na Cmentarzu Osobowickim we Wrocławiu.
Wyróżnienia i odznaczenia:
- Złoty Krzyż Zasługi
- Nagroda Naukowa im. Ignacego Domeyki Polskiej Akademii Nauk
- nagroda Ministra Edukacji Narodowej
- Złoty Medal Uniwersytetu Wrocławskiego